# Contea di Jangsu
La contea di Jangsu (Jangsu-gun; 장수군; 長水郡) è una delle suddivisioni della provincia sudcoreana del Nord Jeolla.